# Jan Karol Freyer
Jan Karol Freyer herbu Jerzysław (ur. 12 kwietnia 1808 w Międzyrzecu Podlaskim  – zm. 24 grudnia 1867 w Warszawie) – lekarz warszawski.

## Życiorys
Był synem Jana Bogumiła, znanego lekarza i farmaceuty, i jego pierwszej żony Karoliny z Hermannów (1785–1813), ewangelików. Pochodząca z Dolnego Śląska jego gałąź rodziny osiedliła się w Polsce w 2. poł. XVIII wieku w osobie Johanna Georga Gottlieba, król. aptekarza nadwornego w Siedlcach. W roku 1823, a więc w 15 roku życia, Jan Karol ukończył Liceum Warszawskie i zaczął studia filozofii na UW. W wieku lat 18 uzyskał magisterium filozofii. Od 16 roku życia studiował również medycynę na Wydziale Lekarskim UW, którą ukończył w wieku lat 21, otrzymując przy tym dwa złote medale (w latach 1825 i 1828) za wybitne osiągnięcia podczas studiów- rozprawy naukowe o przyczynkach do klasyfikacji botanicznej i o anatomii cewki moczowej. Zamierzał zostać psychiatrą i udał się po uzyskaniu stypendium rządowego na studia specjalistyczne do Wiednia, które przerwał po wybuchu powstania listopadowego; powróciwszy do Polski wstąpił jako ochotnik do armii powstańczej, gdzie w randze kapitana był lekarzem wojskowym.
Po upadku powstania powrócił do pracy zawodowej w służbie państwowej i był kolejno fizykiem (lekarzem miejskim) w Kielcach i Radomiu, zaś później inspektorem lekarskim obu tych guberni. Od roku 1862 do śmierci piastował funkcję inspektora lekarskiego w m.st. Warszawie, przy czym szczególnie się wyróżnił przy zwalczaniu epidemii cholery, która wybuchła w roku 1866.
Przez wiele lat Freyer był aktywnym członkiem Towarzystwa Warszawskiego Lekarskiego i opublikował na łamach jego czasopism wiele artykułów z dziedziny higieny i medycyny społecznej oraz zwalczania śmiertelności wśród niemowląt.

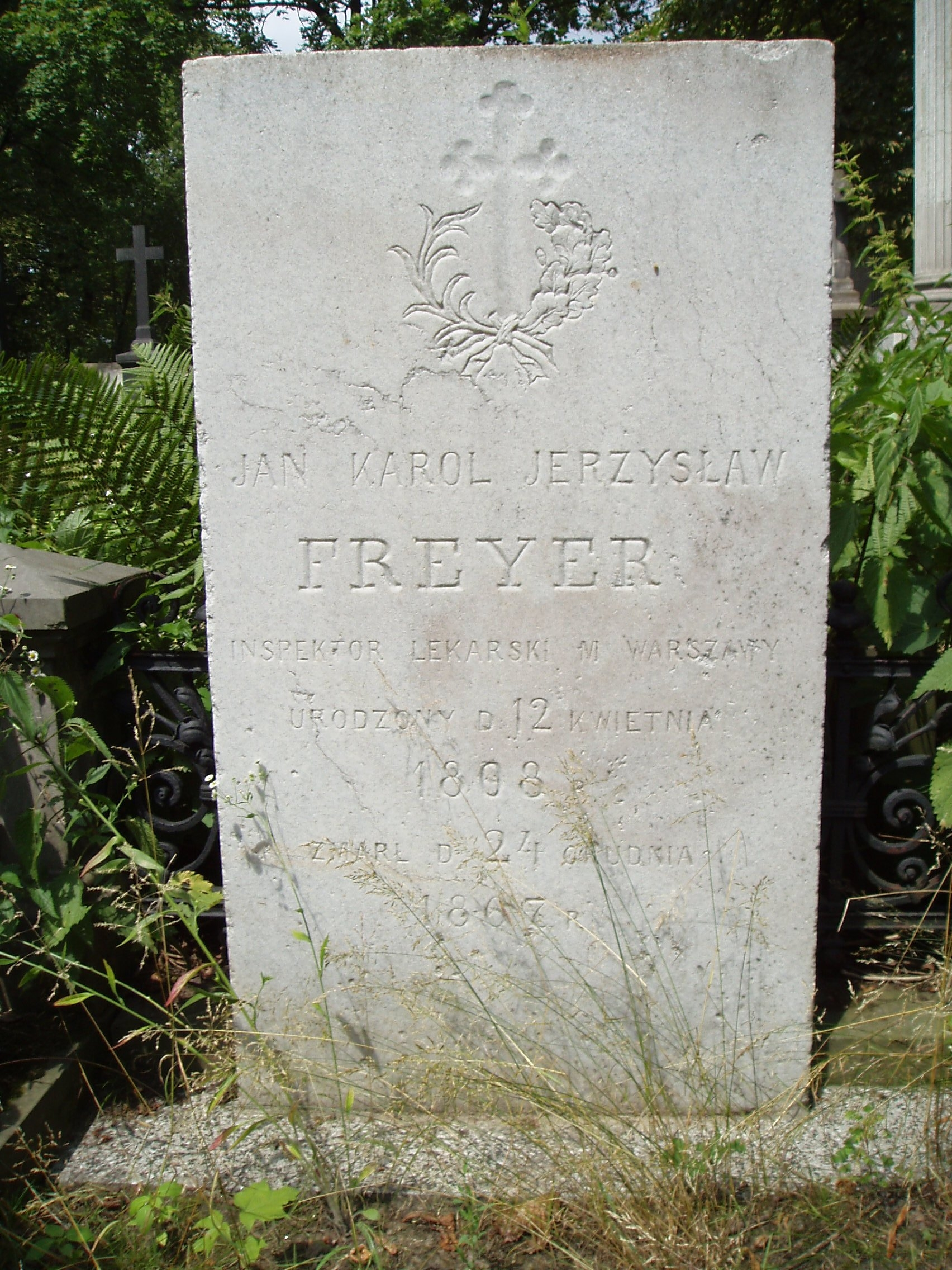
Epitafium Jana Karola Freyera obok grobowca rodzinnego na Cmentarzu Ewangelicko-Augsburskim w Warszawie

Żonaty z Rozalią z Glogerów, miał kilku synów, z których najbardziej wyróżnił się Antoni, wybitny farmaceuta. Pochowany został na Cmentarzu Ewangelicko-Augsburskim w Warszawie (al. 7 nr 36).